# Totokamaka
Totokamaka ist eine Insel in der tonganischen Inselgruppe Vavaʻu.

## Geographie
Totokamaka liegt südöstlich von Ovaka neben Totokafonua und damit im Süden des Verwaltungsbezirks Motu. Weiter südwestlich liegt nur noch Fatumanga und Muʻomuʻa, im Südosten ist die nächstgelegene Insel Fangasito.

## Klima
Das Klima ist tropisch heiß, wird jedoch von ständig wehenden Winden gemäßigt. Ebenso wie die anderen Inseln der Vavaʻu-Gruppe wird Totokamaka gelegentlich von Zyklonen heimgesucht.